# Wang Jingjiu
Wang Jingjiu, ou Wang Ching-chiu (王敬久, 1902–1964), est un général du Kuomintang. 
Il commande la 87e division, participe à la guerre civile chinoise et supprime l'armée anti-japonaise populaire du Cháhāěr en 1933. Sa division est l'une de celles formées par l'Allemagne en 1936-37. Il combat dans le 71e corps lors de la bataille de Shanghai et la bataille de Nankin de 1937. L'année suivante, il commande le 25e corps à la bataille de Wuhan et à la bataille de Nanchang. Il commande plus tard le 10e groupe d'armées durant la campagne Zhejiang-Jiangxi (en), la bataille de l'ouest d'Hubei , et la bataille de l'ouest Hunan.  

## Carrière militaire
- 1933-1937 - Commandant de la 87e division
- 1937 - Commandant du LXXIème corps
- 1938-1941 - Commandant du XXVe corps
- 1942-1945 - Commandant en chef du 10e groupe d'armées
- 1946 - Commandant en chef du 32e groupe d'armées